# Шазо, Жан Пьер Франсуа де
Жан Пьер Франсуа де Шазо (фр. Jean-Pierre François de Chazot; 11 февраля 1739, Флёри-сюр-Орн — 19 октября 1797, Мютреси) — французский военачальник, участник Революционных войн, дивизионный генерал (1792). 

## Биография
Родился в 1739 году в современном посёлке Флёри-сюр-Орн в Нормандии в дворянской семье. В 1753 году поступил на службу в Собственный Е.В. Короля пехотный полк, в 1755 году получил чин энсина. Принимал участие в Семилетней войне. К 1765 году имел чин капитана, служил в драгунах. В 1774 году получил чин подполковника и должность в полку Пиренейских егерей. В том же году получил Военный орден Святого Людовика. В 1788 году принял командование батальоном Овернских егерей.
Поддержал Французскую революцию. Был назначен командующим Национальной гвардией в Клермон-Ферране. Уже в 1790 году был произведён в бригадные генералы. С февраля 1792 года служил в армии Центра, затем в Северной армии. В сентябре 1792 года был произведён в дивизионные генералы. Участвовал в битве при Вальми.
В марте 1793 года де Шазо возглавил 2-ю пехотную дивизию в Арденнской армии. Весной 1793 года был уволен от командования и арестован как дворянин. Так как у революционного трибунала не нашлось конкретных поводов для обвинения, 1 июня 1793 года он был оправдан и выслан в Клермон-Ферран.
После этого к активной службе не возвращался, в 1795 году, несмотря на амнистию, официально вышел в отставку. Скончался в 1797 году на своей малой родине в нормандском департаменте Кальвадос.